# Edward Elgar
Edward William Elgar (Broadheath, 2 juni 1857 – Worcestershire, 23 februari 1934) was een Brits componist wiens werk tot de late Romantiek gerekend wordt. Hij was de grote voorman in het reveil van de Engelse toonkunst rond 1900.

## Jeugd en opleiding
Elgar werd geboren in Broadheath, een dorp gelegen in de buurt van Worcester. Zijn vader was een pianostemmer en -handelaar die tevens bladmuziek verkocht en gedurende veertig jaar organist was in de katholieke kerk van Worcester. Dit religieuze, meer bepaald katholieke element zou een belangrijke invloed hebben op het oeuvre van Edward. In het gezin werd veel gemusiceerd. Elgar was praktisch autodidact. Hij ontwikkelde zich snel in het zeer muzikale gezin waarin hij viool, altviool en orgel leerde bespelen. Ook kreeg hij muziekleer en kon zich zo later ontwikkelen tot concertmeester, arrangeur en dirigent. Hij arrangeerde muziek voor verschillende ensembles en speelde zelf in verschillende bands en orkesten. Bekendheid kreeg hij dankzij enkele nu nog bekende salonstukken en de ouverture Froissart, die zijn première beleefde op het Worcester Festival van 1890. Dit werd gevolgd door een aantal koorwerken, The Black Knight uit 1893, gevolgd door The saga of King Olaf (1896) en Caractacus uit 1898. Zijn geslaagdste oratorium is The Dream of Gerontius uit 1900 op teksten van kardinaal John Henry Newman.

## Bekendste werken
Zijn bekendste werken zijn waarschijnlijk de Enigma Variations (1899) en de Pomp and Circumstance Marches nrs. 1-5 op. 39 (1901-07). De eerste mars met daarin Land of Hope and Glory heeft de grootste bekendheid gekregen onder andere door de uitvoering tijdens de Last Night of the Proms en is te horen in de Disneyfilm Fantasia 2000 met beelden van Donald Duck en de Ark van Noach, maar ook de vierde werd zeer populair. De Enigmavariaties bezitten een grote afwisseling in sfeer en subtiele portrettering. De Nimrodvariatie doet enigszins denken aan een adagio van Anton Bruckner. Elgar orkestreerde in 1922 het lied Jerusalem van Charles Hubert Parry, dat nog elk jaar tijdens de Last Night of the Proms door het publiek wordt meegezongen. Elgars eerste symfonie werd enthousiast ontvangen: in één jaar vonden meer dan honderd uitvoeringen plaats. In deze symfonie hanteerde Elgar een terugkerend thema als motto. Zijn tweede symfonie wordt door kenners beschouwd als kwalitatief gelijkwaardig aan de eerste, maar werd minder bekend. Zijn Vioolconcert schreef Elgar speciaal voor Fritz Kreisler. Na de Eerste Wereldoorlog nam Elgars productiviteit - na veertig jaar - snel af. Uit zijn laatste periode dateert zijn Celloconcert. Hij schreef ook nog een kort orkestwerk over de cairnterriër Mina en begon aan een derde symfonie, die echter onvoltooid bleef. Elgar dirigeerde een aantal plaatopnamen van zijn orkestwerken. Hij schreef ook werken voor kamerkoor en kamermuziek. Zijn a capella koorwerken en anthems zijn bekend gebleven. Ook zijn kamermuziek wordt nog gespeeld en ook zijn beide orgelsonates (met een opmerkelijk presto commodo in de eerste sonate) worden van tijd tot tijd nog uitgevoerd.

## Klassiek werk en docentschap
Meer nog dan Charles Villiers Stanford en Hubert Parry bracht Elgar de Engelse klassieke muziek eind negentiende eeuw op een hoger en internationaal niveau. Ook zijn talent voor orkestratie werkte hieraan mee. Elgar was korte tijd hoogleraar in Birmingham en stond bekend om zijn kennis van en publicaties over de Engelse literatuur. Hij bezat een opmerkelijke fascinatie voor woordspelingen, puzzels, palindromen en mystificatie. Dat blijkt ook uit zijn nationalistische muziek van rond de eeuwwisseling. Zo heeft hij in de Enigma Variaties- die ontstonden aan de vooravond van de Eerste Boerenoorlog - een raadsel verwerkt. Al meer dan een eeuw lang heeft men geprobeerd erachter te komen wat de melodie is die Elgar hierin heeft verborgen. Er zijn internationaal talloze voorstellen gedaan, zoals God save the king, Auld Lang Syne, Twinkle, twinkle, little star en Pop goes the weasel. In 1976 betoogde de Nederlander Theodore van Houten dat de melodie van Rule Britannia de oplossing zou zijn. Volgens recenter, eveneens Nederlands, onderzoek verricht door Hans Westgeest, gaat het om het thema van het tweede deel van Beethovens Pathétique-sonate (zie verder het artikel Enigmavariaties).

## Lijst van composities

### Theaterwerken
- Music for a Children's Play, 1867-1871, revisie 1879-1881, daarna gebruikt in orkestsuites The Wand of Youth
- Grania and Diarmid, op. 42 (toneelmuziek), 1901
- The Crown of India, op. 66 (imperial masque), 1911-1912
- The Starlight Express, op. 78 (toneelmuziek), 1915

- The Sanguine Fan, op. 81 (ballet), 1917
- Arthur (toneelmuziek), 1923
- Beau Brummel (toneelmuziek), 1928
- The Spanish Lady, op.89 (opera), incompleet

### Werken voor koor en orkest
- Spanish Serenade, op. 23
- The Black Knight, op. 25, cantate, 1889-1892
- Two Partsongs, op. 26, 1903
- From the Bavarian Highlands, op. 27, 1896
- The Light of Life (Lux Christi), op. 29, oratorium, 1896
- Scenes from the Saga of King Olaf, op. 30, cantate, 1894-1896
- The Banner of St George, op. 33, ballade, 1895, revisie 1897
- Te Deum, Benedictus, op. 34, 1897
- Caractacus, op. 35, cantate, 1897-1898
- The Dream of Gerontius, op. 38, oratorium, 1899-1900
- Coronation Ode, op. 44, 1901-1902, revisie 1911

- The Apostles, op. 49, oratorium, 1902-1903
- The Kingdom, op. 51, oratorium, 1901-1906
- The Last Judgement, oratorium, 1906-1933, gepland maar niet gerealiseerd
- O Hearken Thou, off, op. 64, 1911
- Great is the Lord, op. 67, anthem, 1913
- The Music Makers, op. 69, ode, 1912
- The shower (To miss Frances Smart, Malvern, from a poem by Henry Vaughan (1621-1659)), op. 71, no 1, 1914
- Give unto the Lord, op. 74, 1914
- The spirit of England, op. 80, 1915-1917
- Pageant of Empire, 1924

### Orkestwerken
- Menuetto (Scherzo), 1878
- Air de ballet, 1882
- Sérénade Lyrique, 1898
- The Wand of Youth, suite no. 1, op. 1a, 1907; The Wand of Youth, suite no. 2, op. 1b, 1908
- Cantique, op. 3, voor klein orkest, 1912
- Sevillana, op. 7, 1884
- Three Characteristic Pieces, op. 10, 1899
- Sursum corda, op. 11 (Elevation), 1894
- Salut d'amour, op. 12, 1899
- Chanson de nuit, Chanson de matin, op. 15, voor klein orkest, 1899, 1901
- Froissart, ouverture, op. 19, 1890
- Serenade voor strijkers, op. 20, 1892
- Minuet, op. 21, 1897
- Six very easy pieces, op. 22
- Three Bavarian Dances, 1897
- Imperial March, op. 32, 1897
- Enigma Variaties, op. 36, 1898-1899
- Serenade lyrique, voor klein orkest, 1899
- Pomp and Circumstance Marches no. 1-5, op. 39, 1901-30
- Cockaigne (In London Town), ouverture, op. 40, 1900-01
- Funeral March, uit Grania and Diarmid, 1902
- Dream Children, op. 43, voor klein orkest, 1902
- Introduction and Allegro, op. 47, voor strijkkwartet en strijkers, 1904-1905
- In the South (Alassio), op. 50, ouverture, 1903-1904, gedeelte voor klein orkest omgewerkt als In the Moonlight (Canto popolare)
- Triumphal March [uit Caractacus], 1905

- Symfonie no. 1, op. 55, 1907-1908
- Elegy, voor strijkers, op. 58, 1909
- Vioolconcert, op. 61, 1909-1910
- Romance voor fagot en orkest, op. 62, 1909
- Symfonie no. 2, op. 63, 1909-1911
- Coronation March, op. 65, 1911
- Suite, uit The Crown of India, op. 66a, 1912
- Falstaff, symfonische studie, op. 68, 1913
- Carissima, voor klein orkest, 1914
- Sospiri, voor harp, orgel en strijkers, op. 70, 1914
- Rosemary, 1915
- Polonia, symfonische prelude, op. 76, 1915
- Cello concerto, op. 85, 1919
- Overture in D (gearrangeerd door Elgar, naar Händels Chandos Anthem no. 2)
- Fantasia and Fugue in C minor (gearrangeerd door Elgar naar Bach), op. 86, 1921
- Empire March, 1924
- Civic Fanfare, 1927
- May Song, 1928
- Minuet, uit Beau Brummel, 1929
- Severn Suite, op. 87a, 1932
- Nursery Suite, 1931
- Mina, voor klein orkest, 1933
- Symfonie no. 3, op. 88, alleen schetsen, 1932-1934, uitgewerkt tot volledige partituur door Anthony Payne, 1993-1995
- Pianoconcert, op. 90, incompleet, alleen schetsen, 1909-1932, uitgewerkt tot volledige partituur door R. Walker, 2004

### Werken voor solostem en orkest
- Sea Pictures, op. 37, voor alt en orkest, 1897-1899
- There are Seven that Pull the Thread (Yeats) (uit Grania and Diarmid), voor solostem en orkest, 1902
- Pleading, op. 48, 1908
- Song cycle, op. 59, 1909-1910
- Song cycle, op. 60, 1910

- Carillon, op. 75, 1914
- Suite uit The Starlight Express, voor sopraan, bas en orkest, 1916
- Une voix dans le désert, op. 78, 1915
- Le drapeau belge, op. 79, 1917

### Overige werken
- Organ Sonata, op. 28, 1895 (orch. Gordon Jacob 1947)